# Boëssé-le-Sec
Boëssé-le-Sec – miejscowość i gmina we Francji, w regionie Kraj Loary, w departamencie Sarthe.
Według danych na rok 2010 gminę zamieszkiwało 638 osób, a gęstość zaludnienia wynosiła 54 osoby/km².